# Barry Callebaut
La Barry Callebaut è una compagnia dolciaria nata nel 1996 dalla fusione tra il produttore di cioccolato belga Callebaut e l'azienda dolciaria francese Cacao Barry. Ha sede a Zurigo, in Svizzera. È una delle maggiori aziende mondiali nella produzione di specialità di cioccolato. Le sue materie prime riforniscono diverse industrie cioccolaterie, nonché produttori dolciari specializzati in prodotti di alta qualità (quali pasticcerie e fornerie artigianali, mastri Chef ecc.). Opera inoltre autonomamente attraverso i brand Callebaut, Cacao Barry e Carma.

## Storia

### Cacao Barry
La società fu fondata nel 1842 ad Hardricourt in Francia da Charles Barry, un inglese con la passione dell'esplorazione delle terre africane dove sono situate le piantagioni da cui si ricavano le materie per la produzione di cioccolato. L'attività industriali nel settore dolciario dell'azienda cominciano nello stesso anno. Nel 1932, Barry cede il controllo della compagnia ad Alexandre Lacarre, il quale a sua volta nel 1952 cede la guida della società a suo figlio, Henry Alexandre Lacarre. Sotto la sua gestione, Cacao Barry viene focalizzata sull'attività manifatturiera per il rifornimento delle industrie di cioccolato, abbandonando così la produzione di cioccolato per il consumo privato. 

Logo di Cacao Barry

Negli anni cinquanta la società si concentra sull'esportazione di cacao e cioccolato in Europa e Nord America, aprendo nel 1952 due stabilimenti in Camerun e in Costa d'Avorio, e attraverso l'acquisto di fabbriche in Canada, Stati Uniti e Inghilterra, nella manifattura di cacao pregiato. Nel 1963 l'azienda lancia i Bâton Boulanger, e contemporaneamente il pane al cioccolato, tra i più conosciuti prodotti dell'azienda. Negli anni settanta viene acquisita una società italiana attiva nel comparto dolciario, la Sicao, insieme ad un'azienda belga, la Goemaere. Nel 1982 Cacao Barry viene rilevata da una compagnia francese, la Sacré et Denrées. Nel 1985 la Barry effettua la sua più grande acquisizione compiuta fino a quel momento, rilevando la compagnia olandese Bensdorp, anch'essa società storica (fondata nel 1840 a Bussum) nella manifattura e nella produzione di cacao da distribuzione. Sotto la nuova gestione di Barry comunque, l'azienda continuò a lavorare in autonomia e commercializzare i propri prodotti. Nel 1987 inoltre, la Barry aprì un nuovo sito produttivo a Meulan, base francese del Gruppo.

Nel 1992 la proprietà della compagnia passa di nuovo di mano: il controllo della società viene infatti rilevato dalla finanziaria d'investimento Société Centrale d'Investissement (SCI), la quale nell'operazione cede il 49% delle quote del capitale di Cacao Barry alla Compagnie Nationale à Portefeuille (CNP), un fondo di investimento facente riferimento al gruppo del finanziarie Albert Frere. La gestione di SCI significò per Barry l'ulteriore penetrazione nel mercato britannico, con la conseguente apertura di un nuovo sito produttivo nel Regno Unito. Nello stesso anno Barry lanciò sul mercato un nuovo brand di cioccolato di alta qualità, il Pure Original of Cacao Barry. Nel 1994 la Klaus Jacobs (la quale si era fusa nel 1987 con la Philip Morris per formare la multinazionale statunitense del largo consumo Kraft Jacobs Suchard, della quale era la divisione dolciaria), la quale aveva già precedentemente preso il controllo della Callebaut, rileva tramite la compagnia dolciaria belga sua controllata la quota del 49% del capitale di Barry ancora detenuta da CNP; nel 1996 la Jacobs rileva da SCI per circa $400 milioni il controllo totale della compagnia, diventandone azionista unico. La nuova proprietà procede subito alla fusione della neo controllata Cacao Barry con la Callebaut: dalla fusione delle due società nasce cosi la Barry Callebaut. La sede ed il quartier generale della società vengono poste a Zurigo. Nel 1998 la nuova entità viene trasformata in Public company e quotata nel SIX Swiss Exchange (Borsa di Zurigo).

Logo di Callebaut

### Callebaut
La Callebaut fu fondata da Eugenius Callebaut nel 1850 a Wieze, in Belgio, originariamente come azienda produttrice di malto, alimenti caseari e birra. Nel 1911 la società entrò nel business della produzione di cioccolato: dapprima solo nella creazione di barre, poi, dal 1925, come manufattore di prodotti ricoperti di cioccolato che portarono l'azienda ad essere principalmente un fornitore per le grandi compagnie cioccolaterie (tracciando lo stesso percorso industriale dell'allora rivale francese Barry). Durante gli anni cinquanta la Callebaut, società ancora a conduzione familiare, approfittando del fatto che il cioccolato belga aveva raggiunto una certa reputazione in termini di qualità, cominciò le prime esportazioni verso i mercati degli altri Paesi europei e del Nord America. Durante gli anni settanta, Callebaut aprì anche in'Italia un sito produttivo insieme ad una delle sue scuole cioccolatiere per la formazione di mastri pasticceri. Agli inizi degli anni ottanta, la compagnia viene rilevata dalla Interfood, una sussidiaria di Tobler-Suchard: Bernanrd Callebaut, erede della famiglia fondatrice, si trasferì in Canada dove aprì una nuova fabbrica per la produzione di cioccolato, la Chocolaterie Bernard Callebaut. Nel 1983 la Klaus Jacobs rilevò il controllo totale di Interfood, holding che deteneva il controllo di Callebaut, diventando così uno dei leader del settore dolciario internazionale. La società, dopo alcune altre acquisizioni nel settore, si fonderà nel 1987 con la compagnia statunitense Kraft dando origine ad una delle più grandi multinazionali della storia del largo consumo, la Kraft Jacobs Suchard.

### Fusione tra Barry e Callebaut
La fusione tra la società belga e quella francese fu oggetto di alcune osservazioni e indagini da parte delle autorità antitrust, in quanto i business delle due compagnie in larga parte si sovrapponevano. Inizialmente infatti, le autorità belghe per la concorrenza avevano espresso parere negativo alla fusione fra le società. Tuttavia però ricorrendo ad un cavillo legale, la compagnia ricevette alla fine il via libera alla sua creazione dalle autorità preposte al giudizio del caso, anche se la vicenda ritardò di circa due la quotazione in borsa, avvenuta solo nel giugno 1998 al SIX Swiss Exchange di Zurigo: anche dopo l'offerta pubblica di vendita della compagnia, il controllo di Barry Callebaut rimaneva saldamente nelle mani di Klaus Jacobs, detentrice del 70% delle quote del capitale della società.
Sotto il profilo industriale, la neonata entità franco-belga del settore dolciario proseguì i suoi piani di sviluppo, ottenendo da Jacobs Suchard la gestione nella sua divisione di un'impresa di grande importanza nel mercato mondiale della produzione di cioccolato e cacao in polvere come l'olandese Van Houten, storica società olandese fondata nel 1815 ad Amsterdam che la Jacobs aveva rilevato nel 1986. Barry Callebout inoltre arricchì la sua linea di prodotti lanciando sul mercato nuovi brand come Bensdorp (cacao in polvere), The Barry and Callebaut (gourmet di cioccolato e prodotti a base di cacao, e nuove linee della gamma Barry Callebaut per l'uso industriale di cacao in polvere, burro di cacao, liquore, e cioccolato. Fu rilevata nel 1998 la compagnia dolciaria statunitense Van Leer Chocolate, e nel gennaio 1999 il produttore di cioccolato svizzero Carma-Pfister AG. L'acquisizione avvenuta nel 1999 della società brasiliana Chadler Industrial de Bahia permise a Barry Callebaut l'ingresso sul mercato sudamericano. Nel 2002 la compagnia, passata sotto la guida del nuovo amministratore delegato Patrick G. De Maeseneire in un'operazione di riorganizzazione del proprio business, rileva per $225 milioni la compagnia tedesca Stollwerck, prendendo possesso dei 17 brand controllati dalla società, tra i quali Sarotti. L'anno seguente, la compagnia rileva la Brach's, altra società tedesca del settore per $16 milioni in pagamento debiti. Nel 2004 viene rilevata una società danese specializzata in prodotti di croissanteria e cioccolato, la AM Foods K/S. Nel 2007 Barry Callebaut stringe un accordo con la connazionale svizzera Nestlé per rilevare lo stabilimento francese di Digione e degli impianti di produzione di massa di cacao e di cioccolato liquido dello stabilimento italiano di San Sisto (Perugia) e per la fornitura alla stessa Nestlé di 43.000 tonnellate di prodotti di cioccolato all’anno in Francia, Italia e Russia, permettendo così alla compagnia di aumentare la sua capacità produttiva di circa 100.000 tonnellate. Nello stesso anno viene rilevata un'altra compagnia statunitense, la FPI-Food Processing International e sempre nel 2007 la Keepong Cocoa Products Sdn Bhd in Malaysia. Nel 2009 viene rilevato il produttore di cioccolato spagnolo Chocovic S.A. Tutta questa serie di acquisizioni internazionali avvenute nell'arco di così pochi anni portarono il CEO De Maeseneire ad affermare: «non vogliamo che Barry Callebaut sia soltanto una compagnia europea, vogliamo che diventi una compagnia globale». Tuttavia nel 2011 la società decide di cedere la divisione Stollwerck alla compagnia belga Baronie Group, a sua volta controllata dalla società a capitale privato Sweet Group, dismettendo gran parte del suo business nel settore retail (cioè vendita diretta ai consumatori) nei mercati del continente europeo. Nel 2017 Barry Callebaut ha effettuato una nuova acquisizione in Italia, rilevando la società D'Orsogna Dolciaria, azienda abruzzese specializzata nella produzione di amaretti e decorazioni dolciarie e affini. Nel settembre dello stesso anno la compagnia svizzera ha lanciato sul mercato un nuovo tipo di cioccolato di colorazione rosa che si va aggiungere ai tradizionali latte, fondente e bianco denominato Ruby (appunto rubino): la sua tonalità rosata non è dovuta ad aggiunte di coloranti artificiali o manipolazioni chimiche ma è dovuta al particolare tipo di fava di cacao con cui è prodotto, ovvero la Ruby cocoa bean, la cui coltivazione dei semi è situata in Paesi in particolari condizioni climatiche quali Ecuador, Brasile e Costa d'Avorio, e lavorata poi in maniera naturale dagli esperti di research and development della Barry Callebaut attraverso un particolare processo in grado di valorizzarne aroma e colore. La presentazione di quello che Barry Callebaut ha appunto definito il quarto tipo di cioccolato esistente è avvenuta attraverso un evento privato tenutosi davanti a esperti del settore a Shanghai (in quanto la compagnia vede la Cina come uno dei mercati privilegiati per il suo business); Barry Callebaut crede che l'innovativo tipo di prodotto sia attrattivo soprattutto per i Millenials, in quanto nell'epoca attuale in cui social di diffusione di tecnica dell'immagine come Instagram hanno un forte impatto sulle nuove generazioni, la trasformazione in elemento scenico di un cibo tradizionalmente senza colore come il cioccolato possa essere un'attrattiva di forte richiamo su costoro. Nel gennaio 2018 è stato lanciato in Giappone da Nestlé Japan Ltd., filiale nipponica del colosso svizzero dei beni di consumo, il Kit Kat® Chocolatory® Sublime® Ruby, primo brand mondiale in assoluto ad usufruire dell'innovativa formula di cioccolato color rosa sviluppata dalla Barry Callebaut. Nell'aprile dello stesso anno il prodotto è stato lanciato nel mercato del Regno Unito, primo Paese occidentale a sperimentare su scala commerciale il Kit Kat versione rosa generato dalle fave di Ruby di Barry Callebaut (i cui canali di vendita erano inizialmente riservati alle apposite Boutique di cioccolateria Kit Kat situate in Giappone e Corea). Secondo un'analisi giornalistica sul prodotto (effettuata dal quotidiano The Independent), il prodotto «ha un sapore abbastanza simile al cioccolato bianco, con un retrogusto di frutti di bosco che lo rende più dolce; alcuni potranno forse trovarlo un po’ troppo delicato come sapore, ma avrebbe la capacità di far impazzire chiunque abbia un debole per i dolci». Kit Kat Ruby è stato poi immesso sul mercato italiano alcuni mesi dopo (cioè a ottobre del medesimo 2018), ma in edizione limitata.

### Commercio in Russia
Nel gennaio 2024 Barry Callebaut è stata aggiunta alla lista degli Sponsor Internazionali della Guerra per aver continuato a gestire 3 fabbriche in Russia e per aver utilizzato i suoi prodotti nelle razioni secche dell'esercito russo.

## Situazione attuale
La compagnia ha riportato nell'esercizio fiscale 2023/2024 un turnover di CHF 10,4 miliardi e ha generato utili netti pari a CHF 417.5 milioni.

Logo di Van Houten

## Marchi di Barry Callebaut
| Barry Callebaut      | Manifattura di cacao e cioccolato                                                                            |
| Bensdorp             | Cacao in polvere                                                                                             |
| Cacao Barry          | Specialità a base di cioccolato, praline, creme di cacao                                                     |
| Callebaut            | Manifattura e semilavorati di cacao, cioccolato, burro di cacao, biscotti tostati                            |
| Caprimo              | Preparati solubili per bevande a base di cioccolato, cappuccini, milk shake, tè, caffè                       |
| Carma                | Manifattura di prodotti a base di cacao e cioccolato per chef, fornai e artigiani                            |
| D'Orsogna Dolciaria  | Amaretti, meringhe, biscotti, savoiardi, prodotti al cacao e caffè per lavorazioni artigianali e industriali |
| IBC                  | Manifatture varie per produzioni artigianali                                                                 |
| La Morella Nuts      | Praline di cioccolato e nocciola, manifattura di nocciole, mandorle, pistacchi per produzioni artigianali    |
| Le Royal             | Polvere per bevande al cioccolato, milk shake, caffè                                                         |
| Mona Lisa            | Decorazioni di cioccolato, specialità di cioccolato lavorato, amaretti, meringhe                             |
| Satro Quality Drinks | Polvere per bevande al cioccolato, cappuccino, milk shake                                                    |
| Van Houten           | Polvere per bevande al cacao, cappuccino                                                                     |

## Azionariato
Al 31 agosto 2024 l'azionariato di Barry Callebaut risulta così composto (titolari di quote superiori al 3%):
- Jacobs Investments AG 30,1%
- Renata Jacobs 5,0%
- BlackRock Inc. 3,1%
- UBS Fund Management (Switzerland) AG 6,5%
- Artisan Partners Limited Partnership 5,5%